# هگه اسکین
هگه اسکین (انگلیسی: Hege Schøyen؛ زادهٔ ۲۲ مهٔ ۱۹۵۷) خوانندگی، هنرپیشه اهل نروژ است.